# Guillermo León Valencia
Guillermo León Valencia Muñoz (Popayán, 27 aprile 1909 – New York, 4 novembre 1971) è stato un politico colombiano.
È stato Presidente della Colombia dall'agosto 1962 all'agosto 1966, come rappresentante del Partito Conservatore Colombiano. 
Nel corso della sua carriera politica fu anche Ministro degli affari esteri dal maggio 1953 al giugno dello stesso anno sotto la presidenza di Roberto Urdaneta Arbeláeza, e Ambasciatore in Spagna dal 1950 al 1953.
Era figlio del poeta Guillermo Valencia.